# Celama semiconfusa
Celama semiconfusa är en fjärilsart som beskrevs av Inoue 1976. Celama semiconfusa ingår i släktet Celama och familjen trågspinnare. Inga underarter finns listade i Catalogue of Life.